# Багатокористувацька гра
Багатокористувацька гра або багатоосібна гра (від англ. multiplayer) — тип відеоігор або їхня складова, в яку одночасно грають від двох і більше гравців. Цей режим є протилежністю до одноосібної гри. Першою багатоосібною грою вважають Tennis for Two, створену в 1958 році. У неофіційних локалізаціях також часто використовується англіцизм мультиплеєр.

## Історія
Перша багатокористувацька гра вважається Теніс для двох (1958). Гра була зроблена для аналогового комп’ютера.
Перші мережеві багатокористувацькі ігри були випущені в 1973 році. Приблизно в той же час створюються ігри Зробіть війну,  Імперія та Spasim. Оскільки точна дата створення ігор не відома, вони всі ще претендують на назву першої багатокористувацької гри.

## Класифікація

### За технічною реалізацією
1. Розрахована на багато користувачів гра на одному комп'ютері:
  1. Гравці беруть участь у грі одночасно. В спортивних симуляторах це природний режим. В інших іграх, наприклад, перегонах, екран ділиться навпіл, і такий режим називається splitscreen.
  2. Гравці беруть участь у грі по черзі (англ. hotseat). Використовується в деяких покрокових стратегіях, наприклад, Heroes of Might and Magic. У симуляторах Формули-1 Grand Prix 2, 3 і 4 також є режим чергової гри, коли один гравець веде свій болід, а іншими болідами управляє комп'ютер, при цьому кілька разів за гонку керування передається від одного гравця іншому.
  3. Один комп'ютер — кілька терміналів. На даний момент застосовується в основному ігрових автоматах.
2. Гра в мережі. Декілька комп'ютерів з'єднані в обчислювальна мережа.
  1. Через послідовні або паралельні порти.
  2. Через модем.
  3. Через локальна мережа та інтернет, за протоколами IPX або TCP/IP. (3D-шутери, стратегії в реальному часі, …).
  4. Онлайн ігри
    1. Через власний клієнт: Ultima Online, Аллоди Онлайн.
    2. Браузерні ігри: Tale, Бійцівський клуб, Magic, Livegames.
    3. Через електронну пошту. PBEM.
    4. Через спеціальний сайт: Мафія.
    5. Через IRC (наприклад, вікторини).

  5. Через Bluetooth, IrDA, SMS (ігри для мобільних телефонів).

Деякі ігри (в основному для ігрових приставок) підтримують мережеву гру, в якій на кожній машині можуть грати кілька гравців у режимі splitscreen.

### За правилами
1. За одним «життя». Цей режим застосовувався у деяких іграх для перших ПК (наприклад, ZX Spectrum). У цьому режимі гравці зовсім не взаємодіють один з одним, кожен веде свою гру; коли гравець втрачає "життя", управління передається напарнику. наприклад, Digger.
У грі Bruce Lee для ZX Spectrum є незвичайний режим гри: один гравець управляє Брюсом, другий одним із суперників (сумоістом). Щойно Брюс втрачає «життя», гравці міняються місцями. В іншій грі для Spectrum, Quartet, можна грати вчотирьох «по одному життю».
2. Кооперативна гра. Мета гравців є спільною: разом перемогти комп'ютерних суперників. Цей тип гри з'явився набагато раніше за мережеві ігри.
3. Особисті змагальні ігри: інтереси гравців перетинаються, і кожен гравець намагається перемогти решту.
4. Командні ігри для змагання: гравці об'єднуються в команди, що змагаються один з одним.
5. Ігри з повною свободою, коли об'єднання в команди та війна один з одним повністю лежать на совісті гравців. Зрозуміло, зради не забороняються. наприклад, MMORPG.

### По організації зв'язку
За принципом організації зв'язку між комп'ютерами мережеві ігри поділяються на:
1. «Рівний з рівним» (англ. peer-to-peer, див. Однорангова мережа). У цьому режимі немає чітко виділеного головного комп'ютера; від кожного гравця інформація передається решті комп'ютерів. Кожен із комп'ютерів має достовірну інформацію про ігровий світ. Один з комп'ютерів зазвичай є провідним, його роль обмежується завданням темпу гри[1] та керуванням грою (зміна рівня, зміна налаштувань гри). Якщо ведучий виходить, роль ведучого може взяти він будь-який інший комп'ютер. У цьому режимі зазвичай працюють стратегія в реальному часі.
  - Переваги: простота реалізації; при архітектурі, коли передаються команди управління, ігровий світ може бути як завгодно складним, але мережевий трафік залежить лише від кількості гравців; мінімальне навантаження на ведучого (що дорівнює навантаженню на ведених); мінімальні затримки передачі; при виході ведучого будь-який комп'ютер може взяти він обов'язки ведучого.
  - Недоліки: зламавши гру, можна стежити за рештою гравців; великий трафік при великій кількості гравців; практично неможливо реалізувати протидію неякісному зв'язку; проблеми із входом у розпочату гру; потрібен встановлений канал зв'язку кожного з кожним; високе навантаження на керовані машини.
  - Застосування: перші мережеві ігри (наприклад, Doom), ігри для невеликої кількості гравців, ігри на слабких машинах (телефонах/ кишенькових приставках), стратегії в реальному часі.
2. Зіркоподібний зв'язок. Архітектура нагадує "рівний з рівним", проте весь зв'язок ведеться через один центральний комп'ютер. Є перехідним між «рівним з рівним» і «клієнт-сервером».
  - Переваги: простота реалізації; мале навантаження на мережу; можна реалізувати протидію затримкам, передачу ведучого на інший комп'ютер та вхід у розпочату гру; легко реалізується Кооперативна гра.
  - Недоліки: зламавши гру, все ще можна стежити за рештою гравців; все ще високе обчислювальне навантаження на ведені машини; вищі затримки передачі.
  - Застосування: аналогічно до однорангових мереж.
3. Клієнт-сервер. Один із комп'ютерів (сервер) містить повну та достовірну інформацію про ігровий світ. Решті комп'ютерів (клієнтів) передається лише та частка інформації, яка дозволяє вести гру і адекватно відображати ігровий світ.
  - Переваги: мінімальне навантаження на клієнти; можна встановити виділений сервер (в інших моделях це марно); найбільша стійкість до читерства; природний вибір, коли ігровий світ дуже великий, але кожен окремий користувач має справу з невеликою частиною; часто при змінах серверної частини користувачам не потрібно оновлювати клієнти.
  - Недоліки: складна реалізація; велике навантаження на мережу, коли ігровий світ насичений активними об'єктами (тому Кооперативна гра (комп'ютерні ігри) кооперативна гра погано реалізується); міграція сервера в інший комп'ютер практично неможлива; висока затримка між натисканням клавіші та дією.
  - Застосування: більшість сучасних ігор (за винятком стратегій, на яких вигідно застосовувати одноранговий або зіркоподібний зв'язок).
4. Багатосерверна модель. Сучасні локальні мережі мало схожі на мережі часів Doom — в них набагато більше колізій, а значить, вище пінг. Багатосерверна модель розроблена для того, щоб зменшити проблему затримок, властиву звичайній клієнт-серверній моделі. У цьому режимі кожен комп'ютер є клієнтом і сервером. Наприклад, як тільки гравець Б потрапляє в кадр гравцеві А, той може запросити, щоб комп'ютер Б передавав своє положення безпосередньо на А в обхід сервера.
  - Переваги: мінімальні затримки на сучасних ЛВС.
  - Недоліки: складніша реалізація; недостатня протидія читерству; при онлайн-грі встановлюється стандартний клієнт-серверний режим.
  - Застосування: ця модель розрахована на ігри, в яких соті частки секунди вирішують все. Застосовується рідко; імовірно використовується в Splinter Cell і Soldier of Fortune.

## Типи багатокористувацької гри в 3D іграх
1. Кооперативна гра.

Зазвичай це мається на увазі з грою з комп'ютерним противником, дуже відрізняється від реальних гравців. 
1. Особистий.
  1. Бій на смерть - Проста перестрілка між гравцями. Справа на вбивство опонента. Той, хто набуває більше фрагментів, перемагає.
  2. Останній чоловік, що стоїть - одне життя відбирається від гравця на смерть. Той, хто закінчився життям, відстежується.
  3. та інші, більш екзотичні типи гри.
2. Команда.
  1. Командний бій на смерть.
  2. Контроль території (домінування). Одним із перших реалізацій є нереальний турнір. У цьому режимі на рівні є кілька  контрольні точки. Як тільки команда зафіксує суть, вона починає приносити окуляри. Той, хто набрав більше очок, виграє. Аналогічний режим присутній у грі Team Fortress 2, де потрібно спочатку захопити центральну контрольну точку, а потім ворог вторинний та головний. У Team Fortress Classic На карті Canalzone 2 кожна команда повинна захопити 2 кт на своїй основі, 1 нейтральний та 2 на базі противника.
  3. Захоплення прапору. Ця гра схожа на однойменну гру. Завдання - захопити прапор противника та привести його на вашу базу.
  4. Закладка бомби. У цих іграх, одна команда повинна закласти детонатор, друга захищатися.
  5. Втеча. Подібна до попереднього. Одна команда є охоронцями, друга повинна втекти, і в певній композиції (від 1 людини до 50% команди) досягає точки евакуації. Приклади - евакуація у Alien Vs. Predator 2, втеча в Counter-Strike.
  6. Війна. Варіація режиму контроль території, коли дві команди повинні послідовно захопити територію, а для перемоги необхідно захопити стартову територію противника. Цей ігровий режим зазвичай супроводжується використанням важкої техніки, на великих територіях та з великими (для 3D -інішетів) кількості гравців (десятків). Прикладом таких режимів є натиск на Unreal Tournament 2004, Warfare in Unreal Tournament 3, Heavy Metal в F.E.A.R. 2: Походження проекту.
  7. Інші (наприклад, вбивство в Counter-Strike, Key Hunt в nexuiz, Полювання на артефакти в S.T.A.L.K.E.R).

## Типи багатокористувацької гри в реальних стратегіях
1. Кооперативна проти комп'ютерних суперників (у деяких іграх називається "skirmish").
2. Особисті.
  1. З повною свободою (англ. free for all). Гравцям дається повна свобода укладати таємні спілки, зрада не забороняється. Варіант: як тільки залишається три людини, гра переходить на правила "melee".
  2. Melee — гравцям заборонено укладати спілки. Відповідно, юніти стріляють по решті гравців, а повідомлення, передані по чату, передаються решті.
3. Командна гра з рівними умовами.
4. Командний сценарій (наприклад, двоє осаджують замок третього гравця, що добре зміцнився).
5. Різні модифікації, спрямовані управління одним персонажем (а чи не армією).
  - Defense of the Ancients — карта для WarCraft III.
  - Command & Conquer: The Sole Survivor.
6. Екзотичні. Наприклад, карта Steal the Beacon у StarCraft імітує телеигру.

## Масові онлайн-ігри
Мережева комп'ютерна гра, в яку одночасно грає велика кількість гравців, які, як правило, мають можливість певним способом взаємодіяти один з одним.

## Шахрайство в мережевих іграх
Шахрайство, або «читерство» (англ. cheat — шахрайство) — серйозна проблема мережевих комп'ютерних ігор.
Саме визначення поняття «шахрайство» туманне. Класичне визначення шахрайства як «отримання нечесної переваги» не годиться, оскільки залишається незрозумілим сенс слова «нечесний». Шахрайством безперечно є застосування «навідників» (англ. aimbot), які стріляють швидко і без промаху. Переналаштування управління шахрайством, зрозуміло, не є. Але все, що є між ними, є спірним. Навіть налаштування драйверів може виявитися поза законом (наприклад, прибирання туману прискорює гру, але збільшує видимість, тому в деяких іграх це розцінюється як шахрайство). Тому більшість ліг визначають, які зміни гри дозволені, і решта вважається шахрайством.
Шахрайством вважаються:
- Використання багів сервера для отримання ігрових вигод без повідомлення про це адміністрації. Часто шахрайством вважається мультоводство — володіння кількома обліковими записами у грі з метою використання «мультів» для поліпшення рейтингу та інших показників «основи».
- Використання спеціальних програм, що оперують пам'яттю локально виконуваної частини гри для отримання додаткових переваг.

Деякі шахрайські програми настільки добре замасковані, що навіть людина, приставлена до монітора шахрая, може не помітити каверзи. Наприклад, програма-навідник може активізуватися при одночасному натисканні кнопок «Вліво» та «Вправо».